# Uwe Wolff (Kulturwissenschaftler)

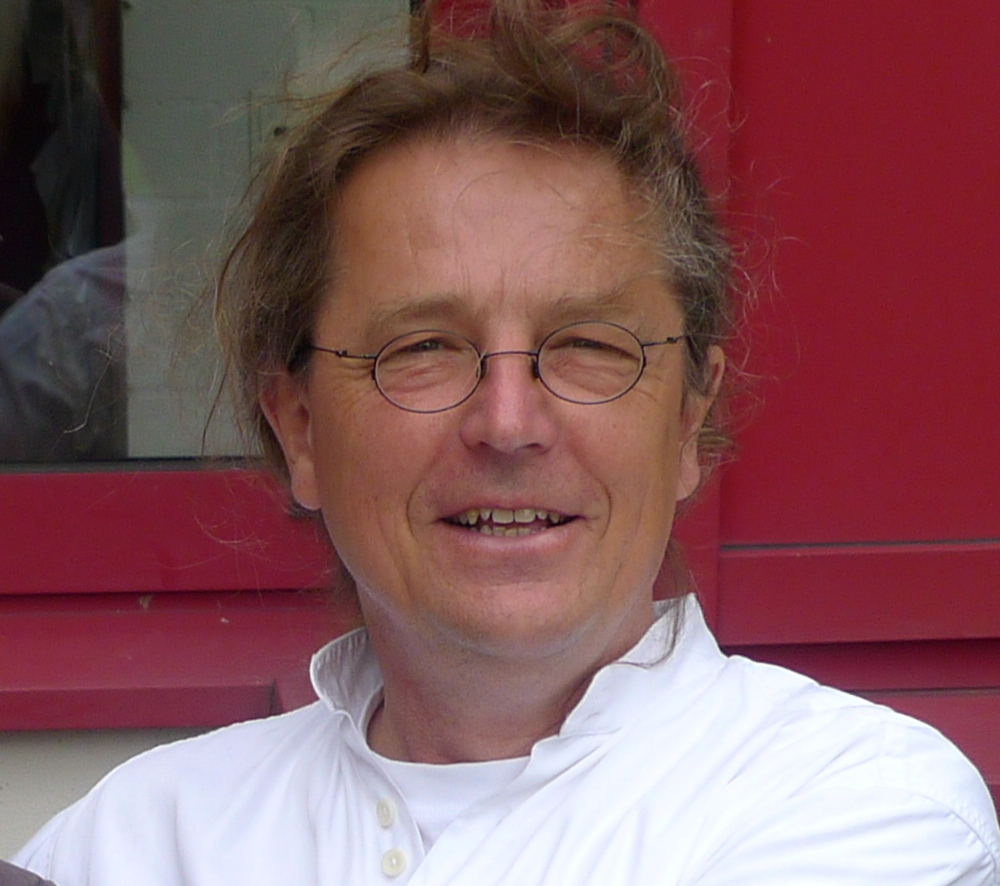
Uwe Wolff, 2012

Uwe Wolff (* 27. Juli 1955 in Münster) ist ein deutscher Kulturwissenschaftler, Schriftsteller und Theologe.

## Leben
Nach der Schulzeit am Johann-Conrad-Schlaun-Gymnasium in Münster studierte Wolff, ebenfalls in Münster, ab 1976 Philosophie bei Hans Blumenberg, Mediävistik bei Friedrich Ohly sowie Pädagogik und Evangelische Theologie.
Von 1989 bis 2009 arbeitete er als Gymnasiallehrer in Hildesheim und war ab 1989 parallel in der Religionslehrerausbildung am Staatlichen Studienseminar Hildesheim aktiv.
2007 promovierte er an der Université de Fribourg bei Barbara Hallensleben im Fachbereich Katholische Theologie mit einer biographischen Arbeit über den reformierten Theologen Walter Nigg. 2012 habilitierte er sich am Fachbereich Kulturwissenschaften und Ästhetische Praxis der Universität Hildesheim mit einer ebenfalls durch Hallensleben angeregten Biographie des Schriftstellers und Konvertiten Edzard Schaper. Wolff lebt in Bad Salzdetfurth. Er ist verheiratet und hat drei erwachsene Kinder.

## Schaffen

### Angelologie und Dämonologie
Schon als evangelischer Theologe beschäftigte sich Wolff intensiv mit dem Exorzismusfall der Anneliese Michel. Seine Darstellung des Michel-Falls wurde in einschlägigen Medien beachtet. In Veröffentlichungen und Vorträgen zur Angelologie widmet er sich einem konfessionell kontrovers betrachteten religionswissenschaftlichen Nischenthema. Er beschreibt „Die Wiederkehr der Engel“ als Zeitgeistphänomen der Jahrtausendwende. Wolff verfasste Arbeiten zur Kulturgeschichte der Engel und Dämonen sowie symbolgeschichtliche Studien über Labyrinthe und Irrgärten. Der Philosoph Hans Blumenberg verfolgte Wolffs kulturgeschichtliche Untersuchungen über Engel und Dämonen.

### Biographien
Über sein Selbstverständnis als Biograph hat Wolff in einem Werkstattgespräch mit Rüdiger Safranski und Heimo Schwilk Auskunft gegeben: Er verfasse Biographien als hagiographischen „Memorialdienst“, der immer auch der Familie des Biographierten dienen und ihr aus subjektiven Erinnerungen geformtes, tendenziell eher verklärendes Bild des Porträtierten in Worte fassen und am Leben erhalten soll.
Wolff hat eine Reihe von Biographien veröffentlicht, die von interkonfessionellem Interesse sind. So stellt seine Dissertation eine Biographie des reformierten Schweizer Theologen Walter Nigg dar. Seine Habilitationsschrift behandelt das Leben des ehemals sehr populären, zur katholischen Konfession konvertierten Schriftstellers Edzard Schaper. Insbesondere die Schaper-Biographie fand ein positives Echo. In seiner Hildesheimer Antrittsvorlesung zum Thema Rainer Maria Rilke und die Welt der Engel legte Wolff die Grundzüge zu einer Biographie Rilkes mit theologischem Schwerpunkt vor. Mit seiner Biographie über den katholischen Lutherforscher Erwin Iserloh (1915–1996) setzte Wolff einen ökumenischen Akzent für das Reformationsjubiläum 2017. Leben und Werk der wegen ihrer Verstrickung in den Nationalsozialismus in Selbstisolation gegangene Heimatdichterin Agnes Miegel (1879–1964) vergleicht Wolff mit seinen Quarantäne-Erfahrungen in der Corona-Krise 2020.

### Weiteres
Wolff gehört neben Botho Strauß, Rüdiger Safranski, Michael Wolffsohn und anderen zu den Autoren des seinerzeit kontrovers und heftig diskutierten Sammelbandes Die selbstbewusste Nation (1994). Hier veröffentlichte er seinen Entwurf einer kulturgeschichtlich orientierten Religionspädagogik. Im Jahr 2024 verfasste Wolff auch mehrere Beiträge für die neurechte Zeitschrift Sezession.

## Konfession und Konversion
Wolff hatte eine katholische Großmutter, seine Eltern waren beide evangelisch, aber nicht kirchlich orientiert. Er selbst besuchte als Jugendlicher den Gottesdienst, leitete später Kindergottesdienste und leistete den Zivildienst im evangelischen Jugendpfarramt. 
Im Jahr 2020 konvertierte Wolff zum römisch-katholischen Bekenntnis.
Wolff schreibt seit seiner Konversion regelmäßig Artikel für die rechtskatholische Wochenzeitung Die Tagespost. Nach Wolffs Auffassung nahm Satan selbst in der Gestalt des Schweizer Theologen Hans Küng an den beratenden Sitzungen des Zweiten Vatikanischen Konzils teil.

## Auszeichnungen
- 1982: Thomas-Mann-Förderpreis der Hansestadt Lübeck[16]
- 2008: Prix Jean-Louis Leuba für Ökumene der Universität Fribourg[17]
- 2011: Fürst Franz Josef II. von Liechtensteinpreis für wissenschaftliche Forschung[18]
- 2013: Udo-Keller-Stipendium für Gegenwartsforschung: Religion und Moderne[19]

## Publikationen (Auswahl)
- Hermann Hesse. Demian – Die Botschaft vom Selbst. Bouvier, Bonn 1979, ISBN 3-416-01457-X.
- Papa Faust. Ullstein Verlag, Berlin 1982, ISBN 3-548-38533-8.
- Der Ewige Deutsche. Haffmans Verlag, Zürich 1984, ISBN 3-251-00045-4.
- Breit aus die Flügel beide. Von den Engeln des Lebens. Herder Verlag, Freiburg u. a. 1993, ISBN 3-451-22922-6.
- Der gefallene Engel. Von den Dämonen des Lebens. Herder Verlag, Freiburg u. a. 1995, ISBN 3-451-23680-X.
- Das große Buch der Engel. Herder Verlag, Freiburg u. a. 1994, ISBN 3-451-23393-2. (5)
- Der Teufel ist in mir. Heyne, München 2006, ISBN 3-453-60038-X. Erstmals erschienen unter dem Titel: Das bricht dem Bischof das Kreuz. Die letzte Teufelsaustreibung in Deutschland 1975/76. Rowohlt, Reinbek bei Hamburg 1999, ISBN 3-499-60619-4.
- Reise ins Labyrinth: unterwegs zur eigenen Mitte. Herder Verlag, Freiburg 2001, ISBN 3-4512-7415-9.
- Labyrinthe. Pilgerwege der Seele. Mit Fotografien von Jürgen Hohmuth. Kreuz Verlag, Stuttgart 2004, ISBN 3-7831-2394-1.
- Alles über Labyrinthe und Irrgärten. Unterwegs mit Zeppelin und Kamera. Gabriel Verlag, Stuttgart 2006, ISBN 978-3-522-30095-7.
- Das Geheimnis ist mein. Walter Nigg. Eine Biographie. Theologischer Verlag Zürich (TVZ), Zürich 2009, ISBN 978-3-290-17509-2.
- Der vierte König lebt! Edzard Schaper – Dichter des 20. Jahrhunderts. Friedrich Reinhardt Verlag, Basel 2012, ISBN 978-3-7245-1777-1.
- Der Mann aus Nazaret. Das Leben Jesu neu erzählt. Topos Verlag, Kevelaer 2013 (Neuauflage), ISBN 978-3-8367-0832-6.
- Walter Nigg. Das Jahrhundert der Heiligen. Aschendorff, Münster 2017, ISBN 978-3-402-12032-3.
- Als ich ein Junge war. Liebeserklärung an Kindheit und Jugend in den Sechziger Jahren. Kösel Verlag, München 2017, ISBN 978-3-466-37190-7.
- Geschenke des Meeres. Von Muscheln, Möwen, Meerjungfrauen. Kleiner Verlag am Eschbach, Eschbach 2018, ISBN 978-3-86917-604-8.
- Das verleugnete Kreuz. Anstösse zu einer überfälligen Debatte. Claudius Verlag, München 2019, ISBN 978-3-532-62846-1.
- Der Schreibtisch des Philosophen. Erinnerungen am Hans Blumenberg. Claudius Verlag, 2020, ISBN 978-3-532-62850-8.
- Agnes Miegel und das Leben in Quarantäne. Mit einem Beitrag von Archimandrit Irenäus Totzke. Arnshaugk Verlag, 2020, ISBN 978-3-95930-223-4.
- Walter Nigg und die Heiligen. Eine Biografie. Fe-Medienverlag, Kißlegg 2023, ISBN 978-3-86357-383-6.